# Spartakus Santiago
Spartakus Santiago Fernandes Francisco (Itabuana, 15 de maio de 1994), mais conhecido como Spartakus, é um apresentador de televisão, criador de conteúdo e publicitário brasileiro. Ele ganhou destaque por seu trabalho nas redes sociais, abordando questões sociais através da cultura pop, como racismo, desigualdade e homofobia. Além disso, Spartakus é reconhecido por seu ativismo como uma figura negra e LGBTQIA+.

## Primeiros anos e educação
Nascido e criado em Itabuna, Bahia, Spartakus é filho de José Francisco Filho e Andréia Fernandes da Silva. Desde muito jovem, demonstrou interesse pela criatividade, vencendo concursos de redação e desenho no colégio. Aos 17 anos, viralizou pela primeira vez ao criar uma paródia de Lady Gaga e Beyoncé com fórmulas de geometria para um trabalho escolar.
Aos 17 anos, Spartakus se mudou para Niterói, Rio de Janeiro, após ser aprovado na Universidade Federal Fluminense (UFF) para cursar Comunicação Social, com especialização em Publicidade. Ele também completou uma pós-graduação em Direção de Arte na Miami Ad School, formando-se em Nova York.

## Carreira
Ainda durante a faculdade, Spartakus obteve um estágio na TV Globo, onde foi posteriormente contratado como assistente de criação, seu primeiro emprego formal.[carece de fontes?] Ele também estagiou na Ogilvy NY. Spartakus foi premiado com o ouro no Wave Festival e com a Lâmpada de Prata no Festival Brasileiro de Publicidade. Paralelamente a sua carreira como publicitário, Spartakus começou a criar vídeos utilizando a cultura pop como ferramenta para educar sobre questões sociais, o que o transformou em uma das vozes negras e LGBTQIA+ influentes do país. Em 2020, foi reconhecido pela Forbes como um dos 20 criadores negros mais inovadores do Brasil.
Em 2022, Spartakus foi selecionado para palestrar no prestigiado Festival Cannes Lions, na França, marcando sua presença no cenário internacional da comunicação.[carece de fontes?]
Além de sua atuação nas redes sociais, Spartakus expandiu sua carreira para a televisão. Ele foi apresentador do Futura em 2018 e da MTV Brasil em 2021. Também foi apresentador de eventos, como o VMA americano,[carece de fontes?] o Prêmio MTV MIAW, a Parada do Orgulho LGBT de São Paulo e o Coala Festival.
Em 2024, Spartakus lançou o podcast Coisas da Nossa Cabeça, em parceria com o TikTok e o Instituto Vita Alere, onde ele e a coapresentadora Karen Scavacini entrevistam criadores de conteúdo e artistas para discutir saúde mental na internet.

### Contribuições na mídia
Seus vídeos já tiveram repercussão internacional, sendo notícia no Le Monde, Daily Mail, Le Parisien e The New Indian Express.
Uma das suas criações, um vídeo que ensina jovens negros a sobreviverem a abordagens policiais, se tornou parte do acervo permanente do Museu de Arte de São Paulo.